# Safronka
Safronka [pronunciación en polaco: /saˈfrɔnka/] (en alemán: Saffronken) es un pueblo ubicado en el distrito administrativo de Gmina Janowiec Kościelny, dentro del Condado de Nidzica, Voivodato de Varmia y Masuria, en Polonia del norte. Se encuentra aproximadamente a 4 kilómetros al oeste de Janowiec Kościelny, a 8 kilómetros al sureste de Nidzica, y a 54 kilómetros al sur de la capital regional Olsztyn.
El pueblo tiene una población de 310 habitantes.